# Karel Bradáč
Karel Bradáč (4. února 1918, Sedlice – 15. června 1973, Praha) byl český komunistický satirik.

## Život
Rodiče, rolník Karel Bradáč (1882–??) a Alžběta Mastíková (1886–??) přišli do Prahy ze Sedlice, okres Strakonice, kde byli 25. října 1910 oddáni. Karel Bradáč byl nejmladší ze tří dětí, které se všechny narodily v Sedlici. V roce 1914 se otec přestěhoval do Nuslí a nastoupil jako zřízenec v Živnostenské bance, rodina zůstávala v původním bydlišti; po začátku 1. světové války však musel narukovat. V roce 1919 se celá rodina přestěhovala na Žižkov.
Karel Bradáč se po absolvování měšťanské školy v roce 1933 vyučil v knihkupectví Václava Neuberta. V letech 1934–1939 pracoval v nakladatelství Pavla Prokopa Levá fronta. Jeho práce zveřejňoval měsíčník pokrokového studentstva Mladá kultura, který vycházel v letech 1935–1938. Za okupace byl jako komunistický odbojář v roce 1940 uvězněn a ve vězení strávil tři roky; zbytek okupace prožil jako pomocný dělník ve Strakonicích.
V letech 1945–1948 byl redaktorem v nakladatelství Svoboda a pracoval v kulturní rubrice Rudého práva. V roce 1949 se stal vedoucím redaktorem periodika Románové novinky.
V letech 1953–1969 byl redaktorem Dikobrazu. V roce 1961 obdržel vyznamenání Za vynikající práci.
Je pohřben na Vyšehradském hřbitově v Praze.

## Dílo

### Témata Bradáčova díla
Karel Bradáč patřil k novinářům a spisovatelům aktivně podporujícím komunistický režim. Pro jeho verše, zejména v padesátých letech, byla typická dobová kritika imperialismu a jeho různých projevů (utlačování národů, vykořisťování pracujících, zbrojení apod.). V šedesátých letech se spíše zaměřil na nedostatky v budování socialismu (špatné využívání pracovní doby, zmetky ve výrobě).

### Časopisecké a novinové příspěvky
V časopisu Dikobraz publikoval především satirické verše, obvykle poplatné době vzniku.
V padesátých a šedesátých letech přispíval satirickými verši i do jiných periodik, např. Rudého práva.

### Knižní vydání
- Mumraj živých nebožtíků (satirické verše, s il. Josefa Nováka, V Praze, Práce, 1950)
- Péťovo dobrodružství mezi černoušky (Verše pro děti, ilustrace Alena Ladová, Praha, Práce, 1950)
- Důtky, z pytle ven! (satirické verše, ilustroval Evžen Seyček, Praha, Práce, 1952)
- Dikobrazím ostnem (satirické verše, kresby Evžen Seyček, Praha, Československý spisovatel, 1954)
- Nenádávej na zrcadlo... (il. Miloslav Váša, Praha, Československý spisovatel, 1973)

### Ostatní
- Verše Karla Bradáče se objevily v antologii okupační vězeňské poezie Poesie za mřížemi, uspořádané K. J. Benešem a vydané v Melantrichu v roce 1946
- Je autorem textu k budovatelské písni O prvním máji, vydané Supraphonem[12]
- Podílel se na uspořádání humoristických výborů Žeň českého humoru (1952) a Dikobraz se směje (1953)